# Cartigny (Somme)
Cartigny (picardisch: Quèrtgny) ist eine französische Gemeinde mit 690 Einwohnern (Stand 1. Januar 2022) im Département Somme in der Region Hauts-de-France im Norden von Frankreich. Die Gemeinde gehört zum Kanton Péronne und ist Teil der Communauté de communes de la Haute Somme.

## Geographie
Cartigny liegt östlich von Péronne an der Départementsstraße D194 und südlich des Flüsschens Cologne. Zur Gemeinde gehören die Ortsteile Brusle und Beaumetz. Die Bahnstrecke von Péronne nach Roisel, die in Cartigny einen Bahnhof besaß, ist abgebaut.

## Geschichte
In Le Catelet südlich des Gemeindezentrums bestand eine Niederlassung des Templerordens, die wohl im 12. Jahrhundert gegründet wurde.
Die Gemeinde erhielt als Auszeichnung das Croix de guerre 1914–1918.

## Bevölkerungsentwicklung
| 1962 | 1968 | 1975 | 1982 | 1990 | 1999 | 2006 |
| ---- | ---- | ---- | ---- | ---- | ---- | ---- |
| 730  | 750  | 659  | 804  | 770  | 701  | 625  |

## Verwaltung
Bürgermeister (Maire) ist Philippe Genillier.